# Sarah Polk
Sarah Childress Polk (Murfreesboro, 4 settembre 1803 – Nashville, 14 agosto 1891) fu moglie di James K. Polk, l'undicesimo presidente degli Stati Uniti.

## Biografia
Nata nel 1803 dal colonnello Joel Childress, un importante mercante ed Elizabeth Whitsitt Childress, Sarah Childress, terza di sei figli, incontrò il futuro marito James K. Polk a Murfreesboro quando lei aveva dodici anni e lui diciannove. Soltanto alcuni anni dopo cominciò il corteggiamento che nel 1823 culminò con il fidanzamento della coppia che il 1º gennaio 1824 convolò a nozze, quando lei aveva venti anni. James e Sarah Polk non ebbero figli propri, tuttavia crebbero un nipote, Marshall Tate Polk (1831-1884) come se fosse figlio loro. Dopo la morte del marito, Sarah Polk ottenne anche la tutela di una nipote rimasta orfana, Sarah Polk Jetton (1847-1924).
Di grande aiuto politico per il marito, Sarah Polk fu colei che organizzò la prima cena annuale per la festa del Ringraziamento della Casa Bianca. In contrasto con lo stile precedente di Julia Tyler, i ricevimenti dei Polk erano ricordati per la loro tranquillità e sobrietà. Sarah Polk era infatti una devota presbiteriana. Durante l'amministrazione Polk, la first lady infatti abolì le danze e gli alcolici, e lei stessa rifiutava di assistere a corse di cavalli o spettacoli teatrali. Appena quarantunenne quando il marito fu eletto presidente, Sarah Polk sopravvisse a molte delle sue succeditrici: Margaret Taylor, Abigail Fillmore, Jane Pierce, Mary Todd Lincoln, Eliza Johnson e Lucy Webb Hayes. Dopo appena tre mesi il ritiro della coppia nella loro nuova casa a Nashville, James Polk morì. Sarah Polk sopravvisse al marito per quarantadue anni, morendo il 14 agosto 1891 all'età di ottantasette anni.